# Pseudagrion celebense
Pseudagrion celebense – gatunek ważki z rodziny łątkowatych (Coenagrionidae).